# Fronte clandestino di resistenza dei carabinieri
Le Fronte clandestino di resistenza dei carabinieri  (FCRC, pour « Front de résistance clandestin des carabiniers») a été une organisation militaire clandestine de la Résistance romaine.

## Histoire
Après l'Armistice de Cassibile du 8 septembre 1943, Rome est immédiatement occupée par les troupes allemandes soutenues par les groupes fascistes restés fidèles à Benito Mussolini.
À Rome, au mois de février 1944, le général Filippo Caruso constitue le Fronte clandestino di resistenza dei carabinieri aussi connu sous le nom de Banda Caruso.
Sur ordre du général Caruso, le lieutenant-colonel des carabiniers Ugo Luca, en service auprès du Servizio informazioni militare, reste à Rome pendant l'occupation allemande afin d'assumer la fonction de responsable du Nucleo informativo del Fronte militare clandestino, en relation étroite avec le Comando carabinieri Italia Meridionale.
Au cours du mois de mai 1944 Filippo Caruso est arrêté et torturé par les SS, mais il réussit à s'échapper reprenant le commandement de l'organisation clandestine jusqu'à la libération.

## Membres du Fronte clandestino di resistenza dei carabinieri
Liste non exhaustive
- Filippo Caruso, général
- Ugo Luca, colonel
- Giorgio Geniola, capitaine
- Angelo Joppi, brigadier

Parmi les morts de la Banda Caruso 12 figurent parmi les  335 victimes du Massacre des Fosses ardéatines du 24 mars 1944 :
- Raffaele Aversa, capitaine
- Ugo De Carolis, majeur
- Genserico Fontana, lieutenant
- Gaetano Forte, carabinier
- Giovanni Frignani, Lieutenant colonel
- Calcedonio Giordano, cuirassier
- Candido Manca, maréchal
- Francesco Pepicelli, marechal
- Augusto Renzini, carabinier
- Romeo Rodriguez Pereira, lieutenant
- Gerardo Sergi, marechal
- Manfredi Talamo, lieutenant colonel
- Enrico Zuddas, brigadier

### Filmographie
- (it) Dieci Italiani per un tedesco,  réalisation Filippo Ratti, avec Gino Cervi, Andrea Checchi, Ivo Garran, 1951

## Source de la traduction
- (it) Cet article est partiellement ou en totalité issu de l’article de Wikipédia en italien intitulé « Fronte clandestino di resistenza dei carabinieri » (voir la liste des auteurs).